# Aeroportul Willow Run
Aeroportul Willow Run (IATA: YIP, ICAO: KYIP, FAA LID: YIP) este un aeroport din Comitatul Wayne, Michigan, Michigan, Statele Unite ale Americii. Aeroportul a fost tranzitat în 2019 de 5.026 de pasageri.
Situat la o altitudine de 218 m, aeroportul dispune de 3 piste.

## Infrastructură

### Piste
Aeroportul dispune de 3 piste: 
- pista 05L/23R din asfalt, cu dimensiunile 5.996 picioare × 160 picioare
- pista 05R/23L din beton, cu dimensiunile 7.543 picioare × 150 picioare
- pista 09/27 din asfalt, cu dimensiunile 7.292 picioare × 160 picioare